# New Lenox
New Lenox és una població dels Estats Units a l'estat d'Illinois. Segons el cens del tenia 17.771 habitants.

## Demografia
Segons el cens del 2000, New Lenox tenia 17.771 habitants, 5.853 habitatges, i 4.834 famílies. La densitat de població era de 680 habitants/km².
Dels 5.853 habitatges en un 49% hi vivien nens de menys de 18 anys, en un 72% hi vivien parelles casades, en un 8% dones solteres, i en un 17,4% no eren unitats familiars. En el 14,1% dels habitatges hi vivien persones soles el 4,4% de les quals corresponia a persones de 65 anys o més que vivien soles. El nombre mitjà de persones vivint en cada habitatge era de 3,03 i el nombre mitjà de persones que vivien en cada família era de 3,39.
Per edats la població es repartia de la següent manera: un 33% tenia menys de 18 anys, un 6,4% entre 18 i 24, un 34,2% entre 25 i 44, un 19,5% de 45 a 60 i un 6,9% 65 anys o més.
L'edat mediana era de 33 anys. Per cada 100 dones de 18 o més anys hi havia 92,9 homes.
La renda mediana per habitatge era de 67.697 $ i la renda mediana per família de 72.947 $. Els homes tenien una renda mediana de 53.301 $ mentre que les dones 32.193 $. La renda per capita de la població era de 25.161 $. Aproximadament l'1,4% de les famílies i el 2,4% de la població estaven per davall del llindar de pobresa.

## Poblacions més properes
El següent diagrama mostra les poblacions més properes.